# Pariolius
Pariolius is een monotypisch geslacht van straalvinnige vissen uit de familie van de antennemeervallen (Heptapteridae).

## Soort
- Pariolius armillatus Cope, 1872